# Eidgenössische Volksinitiative «6 Wochen Ferien für alle»
Die Eidgenössische Volksinitiative 6 Wochen Ferien für alle wurde am 11. März 2012 von 66,5 Prozent der Stimmenden abgelehnt. Die Initiative hatte das Ziel, die Länge des Mindesturlaubs von minimal 4 Wochen auf 6 Wochen einheitlich zu erhöhen.

## Entstehungsgeschichte
Die Initiative «6 Wochen Ferien für alle» wurde von Travail.Suisse lanciert, die ihr Vorhaben mit dem besseren Ausgleich zwischen Arbeitsbelastung und Erholung begründete.

## Abstimmung
Die Volksabstimmung zur Initiative fand am 11. März 2012 statt. Mit einem «Nein»-Stimmenanteil von 66,5 % (zu 33,5 % «Ja») scheiterte sie deutlich.

## Positionen
Besonders grossen Widerstand erfuhr die Initiative vom Schweizer Arbeitgeberverband (SAV), dem Wirtschaftsdachverband Economiesuisse sowie der Schweizer Regierung selbst. Man befürchtete unter anderem, dass eine Erhöhung des Mindesturlaubs zu erheblichen Arbeitsplatzverlusten sowie einem finanziellen Schaden in Milliardenhöhe führen könnte.